# Presse écrite occitane
 (novembre 2020).
Si vous disposez d'ouvrages ou d'articles de référence ou si vous connaissez des sites web de qualité traitant du thème abordé ici, merci de compléter l'article en donnant les références utiles à sa vérifiabilité et en les liant à la section « Notes et références ».

## Généralités
Reclams est la plus ancienne revue en occitan toujours éditée, sa première parution date de 1897.

## Titres
Voici une liste des parutions de la presse écrite en occitan ou originaire d'Occitanie.

### Parutions actuelles
Aquò d’aquí
Mensuel bilingue d'information occitane.
- Éditeur : Aquò d’aquí
- Périodicité : mensuel Format A3, 12p.
- Langue : 40 à 50 % en occitan, graphie classique et mistralienne
- Thématique : informations sociétales et régionalistes. forte option pédagogique.

L'Astrado
Revue littéraire
- Éditeur : l'Astrado Prouvençalo
- Périodicité : annuel
- Langue : bilingue provençal-français

Canta-Grelh
- Éditeur : Lo Grelh Roergàs
- Périodicité : trimestriel
- Langue : 100 % en occitan, parfois lexique français
- Thématique : langue, littérature

Doc d'Oc
- Éditeur : Obradors Occitans
- Périodicité : bimestriel
- Langue : 10 % en occitan (région Languedoc-Roussillon)
- Thématique : informations culturelles

Estèla d'Òc
- Éditeur : c/o Casal Catala
- Périodicité: trimestrielle
- Langue : occitan
- Thématique : pour les enfants

Estudis occitans (revista d’escambis e de recèrca de l’Institut d’Estudis Occitans)
- Éditeur : Institut d’Estudis Occitans
- Périodicité : semestriel
- Langue : 50 % occitan
- Thématique : domaine occitan

Fe transmesa e santa tradicion - Foi Transmise et sainte Tradition
Revue de la Fraternité Saint Jean-Cassien rattachée à la Sainte Église Orthodoxe Serbe 
- Éditeur : monastère Saintes Clair et Maurin
- Périodicité : trimestriel 40 pages
- Langue : 10 % occitan
- Thématique : actualité, littérature, spiritualité

Har/Far
Journal d'Anaram Au Patac
- bilingue

Infòc
Actualités culturelles occitanes
- Éditeur : Institut d'études occitanes de la Haute-Garonne
- Périodicité : mensuel distribué par abonnement, en vente à l'I.E.O.
- Langue : 20 % en occitan
- Couverture couleur - 52 pages noir et blanc
- Thématique : culture d'Oc, langue, histoire et archéologie, musique traditionnelle

Institut Occitan
Bulletin Mesader d'informacion de l'Institut Occitan
- Éditeur : Institut Occitan
- Périodicité : mensuel
- Langue : 100 % en occitan ; le bulletin est édité aussi en version française
- Thématique : culture

La Cabreta
Revista del Felibrige d'Auvèrnha
- Éditeur : Escola Felibrenca de la Nalta-Auvernha e del Nalt-Miejorn
- Périodicité : trimestriel
- Langue : 80 à 100 % en occitan, parfois lexique en français
- Thématique : langue occitane

La Clau lemosina
- Éditeur : La Clau Lemosina (éditions)
- Périodicité : bimestriel
- Langue : 90 à 100 % en occitan
- Thématique : langue, littérature

La Dépêche du Midi
- Périodicité : quotidien
- Langue : français, quelques articles en occitan
- Thématique : actualités, quelques articles sur l'occitanisme[2]

La France latine
Revue d'études d'oc
- Siège: CEROC, université Sorbonne Paris IV
- Périodicité : semestriel

La Marseillaise
- Périodicité : quotidien
- Langue : français, quelques articles en occitan
- Thématique : actualités, quelques articles sur l'occitanisme[2]

La Rata pinhata
Quadernos nissards
- Éditeur : La Rata pinhata

La République des Pyrénées
- Périodicité : quotidien
- Langue : français, quelques articles en occitan
- Thématique : actualités, quelques articles sur l'occitanisme[2]

La Setmana
Jornau occitan d'informacions
- Éditeur : Visterdit - La Setmana
- Périodicité : hebdomadaire
- Langue : 100 % en occitan
- Thématique : politique, militantisme

Lemouzi
- Éditeur : Lemouzi
- Périodicité : trimestriel
- Langue : 10 % occitan (limousin)
- Thématique : culture, histoire

Lenga e païs d'Òc
- Éditeur : CRDP Languedoc-Roussillon
- Périodicité : semestriel
- Langue : 90 % en occitan
- Thématique : langue, littérature

Lengas
Revue de sociolinguistique
- Éditeur : U.A. 04-1052
- Périodicité : semestriel
- Langue : 10 % occitan[réf. nécessaire]
- Thématique : sociolinguistique des langues romanes

Le Petit Bleu
- Périodicité : quotidien
- Langue : français, quelques articles en occitan
- Thématique : actualités, quelques articles sur l'occitanisme[2]

L'Esquilon
Revistòta d'informacion e d'animacion
- Éditeur : Centre Cultural Occitan del Roergue (Association)
- Périodicité : trimestriel
- Langue : 40 à 50 % en occitan
- Thématique : culture régionale, bulletin d'association

Li nouvello de Prouvènço
- Éditeur : Parlaren en Vaucluso
- Site web : www.nouvello.com/
- Périodicité : mensuelle
- Langue : provençal (rhodanien en général, mais aussi maritime et niçois), graphie mistralienne.
- Thématique : actualité des Langues et Cultures de France, actualité provençale, manifestations, histoire, littérature.

Lo Bornat dau Peirigòrd
Revista felibrenca
- Éditeur : Lo Bornat dau Perigòrd
- Site internet : bornat.ovh.org
- Périodicité : trimestriel

Lo Convise
Revista occitana
Éditeur ; association Lo Convise
Site  internetassociation-lo-convise.com
Périodicité ; trimestrielle (119 n° depuis 1992)

L'Occitan
Periodic de la vida occitana
- Éditeur : Associacion pel reviscòl occitan
- Périodicité : bimestriel
- Langue : 100 % en occitan
- Thématique : langue, culture

L'Occitan - Forra-borra
- Éditeur : L'Occitan (Associacion pel reviscòl occitan)
- Périodicité : 25 numéros ou suppléments par an
- Langue : 40 % en occitan
- Thématique : culture

Lo Convise
- Éditeur : Lo Convise
- Langue : occitan (Auvergne)

Lo Gai Saber
Revista de l'Escòla Occitana
- Éditeur : Lo Gai Saber
- Périodicité : trimestriel
- Langue : 100 % en occitan
- Thématique : langue, culture

Lo Lugarn
Tribuna per l'Occitània liura
- Éditeur : Lo Lugarn
- Périodicité : trimestriel
- Langue : 50 % en occitan
- Thématique : militantisme

Lo Senhal
- Éditeur : ADOC
- Périodicité : quatre à cinq numéros/an
- Thématique : enseignement scolaire (livre du maître)

Lou cebié
Lo cebier, la Letra Occitanista
- Éditeur : Lo Cebier
- Périodicité : bimestriel
- Langue : 20 % en occitan
- Thématique : politique (organe du Parti occitan)

Lou Felibrige
- Éditeur : Lou Felibrige
- Périodicité : trimestriel
- Langue : 100 % en provençal (graphie mistralienne)
- Thématique : langue, bulletin d'association

Lou Sourgentin
- Éditeur : Lou Sourgentin
- Langue : niçois (graphie mistralienne)

Monde en Òc
- Éditeur : Institut d'études occitanes
- Périodicité : trimestriel
- Langue : 100 % en occitan
- Thématique : culture

Nice Matin
- Éditeur : Nice-Matin
- Périodicité : quotidien
- Langue : quelques textes en nissart (niçois)
- Thématique : informations

OC,
- Plusieurs formats et sous-titres depuis 1924[4] (Revista de las letras e de la pensada occitanas à partir de 1969, aujourd'hui a priori seulement OC Revista[3])

- Éditeur : Centre Regionau de Documentacion Occitana
- Périodicité : trimestriel
- Langue : 100 % en occitan
- Thématique : littérature

Occitània
Jornal del Partit Occitan Volèm Viure Al Païs
- Éditeur : Partit Occitan
- Périodicité : bimestriel
- Langue : 40 % en occitan
- Thématique : informations politiques

Occitans!
Revista de l'Institut d'Estudis Occitans
- Éditeur : IEO Diffusion
- Périodicité : bimestriel
- Langue : 100 % en occitan
- Thématique : militantisme, culture

ousitaniovivo
Jornal e associacion culturala
- Éditeur: Edizioni Ousitanio Vivo

País Gascons
Revista de l'associacion Per Noste
- Éditeur : Association Per Noste
- Périodicité : bimestriel
- Langue : 90 % à 100 % en gascon
- Thématique : langue, culture, littérature.

Paraulas de Novelum
Bulletin de la Seccion Peiregòrda de l'Institut d'Estudis Occitans
- Éditeur : I.E.O. Peiregòrd (association)
- Périodicité : trimestriel
- Langue : 90 à 100 % en occitan
- Thématique : langue, littérature, culture

Parlem! Vai-i qu'as paur!
Revista auvernhata e velaièsa, Institut d'Estudis Occitans
- Éditeur : Parlem
- Périodicité : trimestriel
- Langue : 90 à 100 % en occitan, parfois lexique français (Auvergne)
- Thématique : culture, littérature

Patrimòni
Revue du patrimoine de l'Aveyron et de ses voisins
- Éditeur : Patrimòni Bernard Verdié
- Périodicité : bimestriel
- Langue : 4% en occitan
- Thématique : connaissance des divers patrimoines (architecture, flore, faune, lenga nostra

Plumalhon
- Éditeur : société Vistedit
- Périodicité : mensuel
- Langue : 100 % en occitan
- Thématique : culture générale, littérature pour enfants

Prouvènço aro
Mesadié independènt d'enfourmacioun prouvençalo
- Éditeur : chez Bernard Giély
- Périodicité : mensuel
- Langue : 100 % en provençal, graphie mistralienne
- Thématique : culture, information

Reclams
Revista literària de l'escòla Gaston Febus
- Éditeur : Escòla Gaston Febus (fondée 1897)
- Périodicité : trimestriel
- Langue : 100 % en gascon
- Thématique : littérature

Tiò!
La revista que bolega
- Éditeur : Tiò!
- Périodicité : trimestriel
- Langue : 100 % en occitan
- Thématique : information, culture, langue

### Parution uniquement sur internet
- Jornalet
- Lo Sarmonèir
- Manaset
- Vexil'òc
- Sapiencia.eu

### Parutions disparues
- Lou Bouil-abaïsso: journal hebdomadaire de 1841 à 1846
- Diritto di Nizza : parution interrompue par le gouvernement français en 1861.
- Voce di Nizza : parution interrompue par le gouvernement français en 1861.
- Il Pensiero di Nizza, parution interrompue par le gouvernement français en 1895.
- Aran ath Dia[5]
  - Éditeur : Diari Segre
  - Périodicité : mensuel
  - Langue : occitan (aranais)
  - Thématique : Actualités du Val d'Aran
- Econòv@s (Periodico dell'Ecomuseo Alta Valle Maira)
  - Éditeur : Sportello Ecomuseo Alta Valle Maira
  - Langue : occitan avec l'emploi de la graphie de l'École du Po (Escolo dòu Po) et de la graphie classique, italien